# Diskografie Karla Hály
Toto je část diskografie zpěváka Karla Hály.

## Diskografie
- Oheň/Opuštěná mercedeska – Supraphon, SP
- 1966 Dej mi pár okovů – Karel Hála a Karel Štědrý/Hospoda – Karel Štědrý – Supraphon, SP
- 1970 Říční proud – Laďka Kozderková/Lodí bílou – Karel Hála – Supraphon 0 43 0980 h, SP
- 2003 Dívka toulavá – Multisonic EAN 741941059824, CD
- 2006 Pop Galerie – Supraphon SU 5704-2 311, EAN 099925570422, CD
- 2010 Dej mi pár okovů ...a dalších 44 hitů

### Kompilace
- 2002 Hvězdy nad Bromem – FR centrum FR 0046-2 EAN 8594046 745299 – Orchester Gustava Broma – 07. Bázlivá (Deep Purple) – Karel Hála

## Alba

### Dívka toulavá
Dívka toulavá je výběrové hudební album Karla Hály. Album vydal v roku 2003 Multisonic na CD.
1. Dívka toulavá 03:32
2. Hádej Matyldo (Waltzing Matilda) 02:27
3. Pokání (Detroit City) 04:00
4. Až budeš má 02:31
5. Dej mi pár okovů 03:27
6. Toulavej vůz (King Of The Road) 03:03
7. Váš dům šel spát 03:08
8. Všichni tancovat jdou (Don't Get Around Much Any More) 02:27
9. Dárek na památku 03:03
10. Táborák už zhas 02:47
11. Starý honec krav 03:06
12. Letí šíp 03:10
13. Že prý někde padají (Pennies From Heaven) 02:13
14. Starý mlýn 02:57
15. Dobrou noc 03:34
16. Hm, hm... 02:28
17. Vzpomínky mi zůstanou 03:04
18. Můj otčenáš (Spanish Eyes) 02:36

### Pop Galerie
Pop Galerie je výběrové album Karla Hály. Album vydal v roku 2006 Supraphon na CD.
1. Ona je krásná
2. Dívka toulavá
3. Slunce má dnes páru (Walking In The Sunshine)
4. Růžová nálada
5. Můj otčenáš (Spanish Eyes)
6. Lodí bílou
7. Split /Daleko je moj Split/
8. Šeříky až bílé začnou kvést (Wenn der weisse Flieder blüht)
9. Točí se svět (Around The World)
10. Brazil
11. Vrať se do Sorrenta (Torna a Surriento)
12. Zámoří
13. Pokání (Detroit City)
14. Toulavej vůz (King Of The Road)
15. Hluboko, hluboko (World We Knew)
16. Síť houpací
17. Vopravdu sám (Sixteen Tons)
18. Smutný dům (Release Me)
19. Hádej, Matyldo! (Waltzing Matilda)
20. Chci zapomenout (I Can´t Stop Loving You)
21. Vzpomínky mi zůstanou (They Can´t Take That Away From Me)
22. Dej mi pár okovů (Take These Chains From My Heart)
23. Má pouť (My Way)